# Mondo Bizarro
Mondo Bizarro je dvanácté studiové album americké punk rockové skupiny Ramones. Jeho nahrávání probíhalo v únoru 1992 a vyšlo v září téhož roku u vydavatelství Radioactive Records (US) a Chrysalis Records (UK). Album produkoval Ed Stasium a jde o první album skupiny, na kterém hraje baskytarista C. J. Ramone.

## Seznam skladeb
| Pořadí         | Název                                   | Autor                                                    | Délka |
| -------------- | --------------------------------------- | -------------------------------------------------------- | ----- |
| 1.             | Censorshit                              | Joey Ramone                                              | 3:13  |
| 2.             | The Job That Ate My Brain               | Marky Ramone, Garrett James Uhlenbrock                   | 2:17  |
| 3.             | Poison Heart                            | Dee Dee Ramone, Daniel Rey                               | 4:04  |
| 4.             | Anxiety                                 | Marky Ramone, Garrett James Uhlenbrock                   | 2:04  |
| 5.             | Strength to Endure                      | Dee Dee Ramone, Daniel Rey                               | 2:59  |
| 6.             | It's Gonna Be Alright                   | Joey Ramone, Andy Shernoff                               | 3:20  |
| 7.             | Take It as It Comes (původně The Doors) | Jim Morrison, John Densmore, Robby Krieger, Ray Manzarek | 2:07  |
| 8.             | Main Man                                | Dee Dee Ramone, Daniel Rey                               | 3:29  |
| 9.             | Tomorrow She Goes Away                  | Joey Ramone, Daniel Rey                                  | 2:41  |
| 10.            | I Won't Let It Happen                   | Joey Ramone, Andy Shernoff                               | 2:22  |
| 11.            | Cabbies on Crack                        | Joey Ramone                                              | 3:01  |
| 12.            | Heidi Is a Headcase                     | Joey Ramone, Daniel Rey                                  | 2:57  |
| 13.            | Touring                                 | Joey Ramone                                              | 2:51  |
| Celková délka: | Celková délka:                          | Celková délka:                                           | 37:25 |

## Obsazení
- Joey Ramone – zpěv
- Johnny Ramone – kytara
- C. J. Ramone – baskytara, doprovodný zpěv, zpěv
- Marky Ramone – bicí
- Vernon Reid – kytarové sólo
- Joe McGinty – klávesy
- Flo & Eddie – doprovodný zpěv